# Farsa
La farsa (del latín farcire, “rellenar”) es una forma dramática en la que los personajes se desenvuelven de manera caricaturesca o en situaciones fantásticas. La farsa no existe en estado puro, ni es un género propiamente dicho; es más bien un proceso de simbolización que puede sufrir cualquier género dramático, en una relación similar a la existente entre la palabra y la metáfora.

## Diferencia entre farsa y comedia
La principal diferencia entre comedia y farsa está en sus afanes primarios. Mientras la comedia intenta reconciliar al espectador con sus propios vicios humanos (y así mantenerlos bajo control en sociedad), la farsa pretende denunciar una realidad oculta, ignorada o controlada.
A diferencia de la comedia, la farsa no siempre moverá a la risa, pero siempre conmoverá la vergüenza del espectador. 
La comedia tiene una profundidad conceptual mayor, en la que el conflicto emana de los defectos del personaje, de sus propias contradicciones y de sus malas decisiones. No así en la farsa, donde son, principalmente, la situación y las acciones las que soportan la tensión dramática. Es decir, la risa en la comedia es reflexiva, mientras que en la farsa la risa es impulsiva e irreflexiva.

## Simbolización en la farsa
El proceso de simbolización fársica supone una tarea de sustitución de la realidad. Este proceso de simbolización puede ser sufrido por los tres elementos estructurales del drama (carácter, anécdota y lenguaje), o solo por uno o dos de ellos. Tanto el carácter como la anécdota y el lenguaje fársicos aglutinan una gran cantidad de datos que serán captados, en un primer nivel, por el subconsciente para después ser traducidos y desglosados por la conciencia; hasta quedar transformados en una visión de conjunto que le denuncia la realidad. Esta misma densidad del discurso fársico hace que la farsa sea especialmente eficiente en las obras breves, aunque puede darse en cualquier extensión de tiempo y espacio dramático.
La farsa y la metáfora son metalenguajes que fungen como ampliación semántica de los lenguajes cotidianos. Mediante la exageración o la fantasía, las preocupaciones terrenales se ven ampliadas en su significado; o bien, permiten asociaciones con otros significados más lejanos. Al verse ampliado el significado (de la acción, lenguaje o situación), o al verse relacionado con otros significados, el espectador se somete a un discurso denso, en donde la extravagancia reviste una serie de implicaciones que desnudan la realidad. Estas son las fuentes que producen el tono grotesco (propio de la farsa en general). Es decir, el espectador está sujeto a un trabajo de codificación-decodificación vertiginoso. Al mismo tiempo, descubrir la “desnudez” de algo, el acto in fraganti de tal desnudez provoca risa, la carcajada liberadora de lo reprimido.

### Desnudamiento y revestimiento
La farsa tiene como fin el asustar a la audiencia, se utiliza la sátira y la ironía, pero lo que más se usa es la mímica, por lo que por lo general son obras de misterio y comedia, es la única tradición teatral que logró juntar ambos ámbitos.

##### Farsa de desnudamiento
Al desnudar la realidad lo que se busca es encontrarle sustancialidad. La desnudez en la farsa es sacar a relucir lo que es cuestionado; implica la crítica, la burla, el descaro, la denuncia, las miserias humanas. Podemos decir que es pesimista y tanática.
Ejemplos:
- Esperando a Godot (obra de teatro)
- The Naked Gun (1988) (película)
- El Chavo (serie televisiva)
- Condorito (historieta)
- Animaniacs (serie animada)

##### Farsa de revestimiento
Por el contrario, al revestir la realidad, el fin es proponerla ideal. El revestimiento propone una mejoría de la realidad verdadera; implica anhelo, el ideal, la hipótesis, la fantasía. Puede decirse que es optimista y erótica.
Ejemplos:
- El sueño de una noche de verano (obra de teatro)
- El Señor de los Anillos: el retorno del Rey (2003) (película)
- Hércules: Los viajes legendarios (serie televisiva)
- Kaliman (historieta)
- Dragon Ball (serie animada)

## Historia
Al ser un género derivado de la simbolización de cualquier acto dramático, la historia de la farsa en Occidente se remonta a los primeros tiempos del teatro griego. La farsa ha sobrevivido de manera ininterrumpida desde la época clásica. Sin embargo, fue en la era moderna cuando alcanzó dimensión considerable hasta, en el siglo XX, lograr posicionarse entre los principales géneros dramáticos

### Grecia antigua
Tradicionalmente, se ha asumido que las primeras muestras de farsa se dieron en lo que se le llama Comedia Antigua, que se desarrolló en Grecia en el siglo V a. C. Sin embargo, algunos actores señalan referencias a un tipo de comedia del siglo VI a. C. A estas comedias anteriores se les conoce como “comedias megarenses” o, actualmente, “farsas megarenses”. Llamadas así por desarrollarse en la ciudad de Megara, se caracterizaba por su objetivo único de entretener, mediante una comicidad exagerada, extravagante y agresiva, que rayaba en el absurdo. Un aspecto destacado de esta época fue la extraordinaria libertad con que los comediógrafos atenienses criticaban a los gobernantes y personajes eminentes mediante virulentos ataques verbales y burlas despiadadas. Es digno mencionar que ni los actores ni los comediógrafos de estas farsas fueron reprimidos en esta época. Los autores más destacados fueron Formis, Epicarmo y Susarión. Las farsas megarenses pronto adquirieron notoriedad y fueron introducidas a Atenas por Susarión en el año 570 a. c., con lo que quedó sentado el primer antecedente de la posterior Comedia Antigua en Ática.
La Comedia Antigua (siglo V a. C.) es considerada por muchos más farsa que comedia, tanto por su origen como por sus recursos, aunque es notoria la evolución hacia una estructura más refinada. Su principal exponente fue Aristófanes, que dotó a la comicidad de un lenguaje menos procaz y más poético. Hay que recordar que la Comedia Antigua es una evolución de la farsa megarense, ya que conserva sus principales rasgos fársicos de ésta (comicidad exagerada, caricatura agresiva, crueldad verbal y física, etc.)
Después de la guerra del Peloponeso, y de los cambios políticos suscitados, los gobernantes ya no toleraron más burlas ni críticas, con lo que la farsa se transformó. Se dio el paso a lo que ahora conocemos como Comedia Media, donde la sátira personal y política es reemplazada por la parodia y ridiculización de los mitos.

### Antigua Roma
Podemos encontrar rastros de la farsa griega en algunas obras de Plauto (siglo III a. C.), consideradas más farsas que comedias, así como en las llamadas Hilarotragedias y las fábulas atelanas.
El carácter itálico se distinguía por una tendencia a la broma, a lo grotesco y lo mordaz, con lo cual se compusieron farsas menos pulidas que las griegas, pero más divertidas. En algunas obras de Plauto se complican habilidosamente la intriga y el enredo, hasta el punto de figurar situaciones absurdas que aportan el tono fársico a la situación. Un ejemplo serían la obra Los Menecmos, que trata de un par de gemelos llamados ambos Menecmo, que son separados al nacer y, al regresar a su lugar de origen en la adultez, todo el mundo los confunde.
Las hilariotragedias fue otra manifestación, poco conocida, de la farsa romana. Estas obras eran parodias de las tragedias clásicas griegas, como lo atestiguan algunos títulos de hilarotragedias como Heracles, Orestes, Medea, etc.
Se considera que la única forma fársica verdaderamente autóctona del mundo romano fueron las atellanae fabullae, o fábulas atelanas, llamadas así por surgir en la villa de Atella. Como la Commedia dell’arte, la fábula atelana se basaba en un repertorio fijo de personajes tipo que simbolizaban los aspectos humanos. Los personajes usaban máscaras grotescas con las que el público podía reconocer fácilmente al glotón, al sabio o al avaro. Sólo se conocen los nombres de dos autores de atelanas: Quintus Novious y Pomponio. Por los fragmentos de fábulas atelanas que han llegado hasta nuestros días, se sabe que trataban sobre los asuntos del pueblo bajo, eran muy atrevidas en el lenguaje y los temas que abordaban eran escatológicos, a veces hasta el exceso. Otras presentaban fiestas populares y otras, más raramente, tenían argumento mitológico.

### Edad Media
Con el surgimiento del cristianismo, toda forma de espectáculo que se dio en la época grecolatina fue suprimida por la Iglesia. A pesar de ello, afloraron numerosas expresiones teatrales, se conservaron algunos espectáculos arcaicos. Incluso la Iglesia creó otros espectáculos no religiosos, como las fiestas paralitúrgicas. Entre los géneros que guardaron el tono fársico se encuentran, entre otros, los carnavales, los festum follorum y los sotie.
La Iglesia misma dio con la idea de permitir fiestas ad laudem (“para divertirse”), de las cuales derivaron los carnavales de Semana Santa y los festum follorum. Esas últimas “fiestas de los locos” eran como espectáculos privados en el que los monjes parodiaban la vida religiosa dentro del mismo recinto religioso.
Se llamó sotie a una festividad especial que floreció en Francia durante el reinado de Carlos VI, el Loco. Denunciaba la locura del mundo, que invadía tanto a la Iglesia como a la corte. El espectáculo comenzaba con un desfile bufonesco que luego daba lugar a un tribunal donde los sots que representaban al pueblo, vestidos de locos juzgaban a los poderosos, responsables de sus males.
La Farce de Maître Pathelin, que critica la justicia medieval, es la obra maestra del género a mediados del siglo XV. [cita requerida]

### Renacimiento
Los temas religiosos perdieron su importancia capital durante el Renacimiento, con lo cual los temas humanos y clásicos volvieron a ser recuperados. Fue entonces cuando la farsa tomó la forma por la cual la conocemos actualmente. Surgieron la Commedia dell’arte y los entremeses españoles. 
La Commedia dell’arte apareció en Italia y Hartnoll les considera farsas atelanas “elevadas a una potencia superior”. Surgieron como espectáculos bufonescos como manera de los comerciantes de atraer a los compradores. Eran espectáculos itinerantes. Al igual que en la fábula atelana, se contaba con un repertorio de personajes fijos, pero más amplio. Se hacía uso de la acrobacia y la mímica. Del mismo modo que las atelanas, se basaban en un texto vertebral sobre el cual se improvisaba. Trataban, casi invariablemente, de las dificultades de los enamorados para amarse.
Los entremeses y los pasos españoles trataban, por lo regular asuntos de personas de rango inferior. El principal autor de pasos fue Lope de Rueda, quien asimiló rápidamente las experiencias con las compañías italianas itinerantes. Son también interesantes los entremeses de Miguel de Cervantes Saavedra, en los que pinta la sociedad española a través de la ironía, la burla y el sarcasmo.
Molière, en Francia, escribió algunas de sus obras en farsa, como Las preciosas ridículas, de un estilo similar al de las farsas antiguas en el que se mofa del preciosismo, que podría decirse era un tipo de esnobismo en la época. Su compatriota Jean Racine, conocido como insigne trágico, escribió Los picapleitos, farsa notable en la que tomó como modelo Las avispas de Aristófanes.

### El Realismo
En esta época surgió en Francia el vodevil, comedias ligeras en las que se intercalaban números musicales. Aquí se acentúan los rasgos caricaturescos de los personajes en una acción dramática pretendidamente realista. En este contexto surgió el subgénero llamado farsas de alcoba, género inaugurado por Victoriano Sardou.
Las farsas de alcoba abordaban el adulterio con un gran sentido del humor. Según Bentley, estas farsas tenían escaso valor literario pero “la diversión excelente que ofrecen es en sí un valor.” Otros autores destacados de farsa en el vodevil son Eugëne Labiche y Georges Feydeau, quien consideraba a sus farsas como “tragedias invertidas”. Alfred Jarry, poeta y dramaturgo francés escribió la innovadora farsa Ubu rey, la cual se convirtió en una referencia clave para surrealismo francés por su desarrollado simbolismo.

### SigloXX
Durante las primeras décadas del siglo XX se sucedieron cambios políticos y culturales muy importantes. Las guerras, hambrunas, huelgas y revoluciones fueron sensibilizando poco a poco al público a aceptar la violencia y el absurdo, dos características que ya eran propias de la farsa pero que en esta época se apreciaron mejor al convivir con ellas, y con los nuevos inventos, como el cinematógrafo. De hecho, la farsa fue uno de los primeros géneros que explotaron este último medio en sus inicios, con comediantes como Chaplin, Max Linder, Buster Keaton y los Hermanos Marx.  Mientras tanto, seguían escribiéndose farsas muy exitosas para los teatros de toda Europa por autores como Ben Travers en Inglaterra, Karl Sternheim en Alemania y Enrique Jardiel Poncela en España. Este último escribió la disparatada farsa Eloísa está debajo de un almendro, considerada uno de los antecedentes del teatro del absurdo en español.

### El teatro del absurdo
El término puede considerarse como alternativa al de anti-teatro. Fue así, absurdo, como Martin Esslin, crítico y teórico teatral, clasificó en 1962 a los dramaturgos que escribieron en reacción contra los conceptos tradicionales del teatro occidental. Estos autores son Samuel Beckett, Eugene Ionesco, Jean Genet y Fernando Arrabal, entre otros.
Los dramaturgos del absurdo vinieron a ser investigadores para los cuales el orden, la libertad, la justicia, la psicología y el lenguaje fueron una serie de sucesivas aproximaciones a una realidad ambigua y decepcionante que ellos desmantelaron en el teatro con humor corrosivo que combatió el viejo universo cartesiano y a su anquilosada manifestación escénica. 
El teatro del absurdo surgió en Francia a mediados del siglo XX. Si bien la obra de Ubu rey de Alfred Jarry fue muy influyente, hubo otros dos acontecimientos que impulsaron esta modalidad: El dadaísmo y el surrealismo. Así, los dramaturgos del teatro del absurdo dieron rienda suelta a su inconformidad por la situación del mundo. En cuanto a la comicidad bufonesca del teatro del absurdo, ésta tiene sus raíces en los filmes de los comediantes antes mencionados. Si vamos más allá, las raíces del absurdo teatral pueden rastrearse hasta en la literatura del no sentido, como las obras de Lewis Carroll o textos de James Joyce y Franz Kafka.